# حزب الكرامة والعمل
حزب الكرامة والعمل هو حزب سياسي في موريتانيا.

## التاريخ
فاز الحزب بمقعد واحد في انتخابات 2013 البرلمانية.